# Marques Brownlee
Marques Keith Brownlee, noto anche con lo pseudonimo di MKBHD (Maplewood, 3 dicembre 1993), è uno youtuber statunitense.

## Carriera
Marques Brownlee ha aperto il suo canale YouTube il 21 marzo 2008, ma ha iniziato a caricare video nel gennaio 2009, quando era ancora al liceo. I suoi primi contenuti erano recensioni di nuovi prodotti o di dispositivi che già possedeva. Inizialmente, Brownlee realizzava i suoi video tramite screencast.
Le recensioni di Brownlee guadagnarono rapidamente popolarità e furono promosse da vari siti di recensioni tecnologiche. Nel gennaio 2012, Engadget evidenziò una sua recensione sul servizio di cloud storage Insync. Tra i suoi video più virali c'è una recensione dell'LG G Flex, pubblicata nel novembre 2013, in cui dimostrò le capacità di autoriparazione del dispositivo attraverso test di graffi.
Nel dicembre 2013, Brownlee intervistò il CEO di Motorola, Dennis Woodside, trattando argomenti come Project Ara e i dispositivi indossabili.
Nel luglio 2014, Brownlee carica un video in cui sottopone a test di resistenza un pannello di vetro zaffiro per l'ipotetico iPhone 6, attirando l'attenzione di vari media tra cui The Verge, Time e CNET.
Nel dicembre 2015, Brownlee intervistò la star dell'NBA Kobe Bryant, mentre nel gennaio 2016, durante il dibattito delle primarie del Partito Democratico, gli pose una domanda riguardo al bilanciamento tra sicurezza nazionale e privacy.
Nel 2019, Brownlee lanciò il podcast Waveform: The MKBHD Podcast, dedicato a recensioni di prodotti e interviste con esperti del settore tecnologico.
Nel dicembre 2019, Brownlee raggiunse i 10 milioni di iscritti su YouTube e, a luglio 2024, superò i 19,2 milioni di iscritti con un totale di 4,367 miliardi di visualizzazioni.

### American Ultimate Disc League
Oltre alla sua carriera su YouTube, Brownlee è anche un giocatore professionista di frisbee per i New York Empire nella American Ultimate Disc League (AUDL), che ha vinto il campionato AUDL nelle stagioni 2019, 2022 e 2023. In passato, Brownlee ha giocato per i Philadelphia Phoenix (2017) e Garden State Ultimate (2015–2017). Ha inoltre fatto parte delle squadre New Jersey Hammerheads (AUDL) e New York Rumble della defunta Major League Ultimate.
Il 31 luglio 2022, Brownlee ha vinto il WFDF World Ultimate Club Championship con i New York PoNY.

## Vita privata
Marques Brownlee ha frequentato la Columbia High School, diplomandosi nel 2011. Successivamente, ha studiato presso la Howe School del Stevens Institute of Technology, dove si è laureato nel 2015 in business e tecnologie informatiche. Nel maggio 2015, dopo la laurea, ha iniziato a lavorare come youtuber a tempo pieno.
Inizialmente, i suoi video venivano prodotti nel suo appartamento, ma nel 2016 si è trasferito in un nuovo studio situato a Kearny, dove attualmente continua la sua attività.